# Skerne and Wansford
 (septembre 2023).
Skerne and Wansford est une paroisse civile du Yorkshire de l'Est, en Angleterre.